# 森普爾諾-克拉延斯凱
森普爾諾-克拉延斯凱是波蘭的城鎮，位於該國西北部，由庫亞維-波美拉尼亞省負責管轄，面積5.82平方公里，2006年人口9,258。在第一次瓜分波蘭中，該鎮在1772被納入普魯士王國管治範圍。

## 外部連結
- Official town website （页面存档备份，存于） （波兰語）
- Map, via mapa.szukacz.pl （页面存档备份，存于） （波兰語）

53°27′N 17°32′E / 53.450°N 17.533°E